# Agnes Arvidson
Agnes Hildegard Arvidson, född 26 mars 1875 i Malmö, död 7 augusti 1962 i Mellerud, var en svensk apotekare som var såväl Sveriges första kvinna med apotekarexamen som första kvinnliga apoteksinnehavare med eget privilegiebrev.
Agnes Arvidson växte upp i en medelklassfamilj i Malmö. Hennes far var lärare, dels vid Navigationsskolan i Malmö, dels privatlärare. Uppgifter om Agnes Arvidssons uppväxtförhållanden är knapphändiga.
Arvidson tjänstgjorde som apotekselev vid apoteket Lejonet i Malmö och efter farmacie kandidatexamen vid apoteket i Ronneby påbörjade hon 1901 studier vid Farmaceutiska institutet. När Arvidson avlade apotekarexamen vid Farmaceutiska institutet 17 september 1903 var hon den första kvinna i Sverige att ta denna examen. Apotekarexamen var den högre farmaceutiska examen och krävde två års studier, med en inledande farmacie kandidatexamen och minst ett års apotekspraktik som behörighetskrav.
Möjligheten för kvinnor att antas som apotekselever hade öppnats 12 juni 1891 och utbildningarna vid Farmaceutiska institutet hade öppnats för kvinnor 1892. Först att bli farmacie kandidat var Märtha Leth 1897 och när Arvidson tog apotekarexamen 1903 fanns 30 kvinnliga farmaceuter i Sverige.
Arvidson blev 1928 Sveriges första kvinnliga apoteksinnehavare med såväl privilegiebrev som apotekarexamen och därmed befogenhet att själv vara apoteksföreståndare. Eftersom privilegiebreven kunde ärvas hade i enstaka fall apotekaränkor blivit ägare och fortsatt driften på detta sätt. Hon var ägare och föreståndare för apoteket i Norsjö 1928–1933 samt apoteket i Mellerud 1933–1942. Hon stannade på orten fram till sin död.
Agnes Arvidson var, som många andra högutbildade kvinnor med yrkesutövande ambitioner kring förra sekelskiftet, ogift. De stod i hög grad inför ett val mellan antingen karriär eller familj. Hon är begravd på Sankt Pauli norra kyrkogård i Malmö.